# Ltsen
Ltsen là một đô thị thuộc tỉnh Syunik, Armenia. Dân số ước tính năm 2011 là 118 người.